# Villarta-Quintana
Villarta-Quintana település Spanyolországban, La Rioja autonóm közösségben. Villarta-Quintana Redecilla del Camino, Grañón, Santurde de Rioja, Ojacastro, Valgañón, Belorado, Viloria de Rioja és Bascuñana községekkel határos. Lakosainak száma 130 fő (2024).

## Népesség
A település népessége az elmúlt években az alábbi módon változott:
| Lakosok száma | 203  | 184  | 158  | 148  | 161  | 158  | 144  | 140  | 136  | 130  |
|               | 2001 | 2004 | 2007 | 2009 | 2012 | 2014 | 2017 | 2019 | 2022 | 2024 |